# Горохов Олексій Миколайович

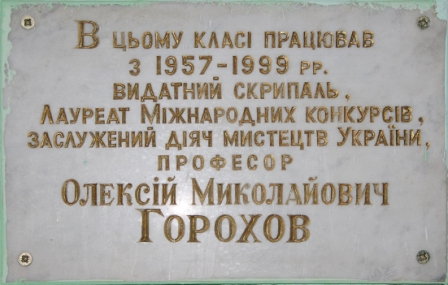
Меморіальна дошка Олексію Горохову в приміщенні Київської консерваторії.

Олексій Миколайович Горохов (нар. 11 лютого 1927 — 3 лютого 1999) — український скрипаль російського походження.

## Біографія
Народився у Москві. Здобув освіту в ЦМШ (1934—1944) та Московській консерваторії, яку закінчив 1949 року у класі проф. Цейтліна. 1955 закінчив ассистентуру-стажування під керівництвом Ямпольського. Здобув звання кандидата мистецтвознавства.
Здобувши призи на кількох міжнародних конкурсах скрипалів, він гастролював у Радянському Союзі, а також у Німеччині, Польщі, Данії, Швеції, Румунії, Португалії та Кореї. Між 1949 і 1951 взяв участь у кількох міжнародних конкурсів скрипалів, серед них конкурс Баха в Лейпцигу 1950 року, де він був ушанований 2-е премії, а також конкурс Королеви Єлизавети в Брюсселі 1951 року, де він був удостоєний пʼятої премії.
З 1957 року Горохов — професор Київській консерваторії, в цьому навчальному закладі він викладав до самої смерті. У нього стажувався Ігор Андрієвський. Серед учнів О.Горохова: Гарік Хачбабян, артист оркестру Національного театру опери та балету України ім. Т. Шевченка Володимир Квач, викладач КІМ ім. Р. Гліера Вольтерія Колесник, заслужений артист України Герман Сафонов, в.о. доцента кафедри скрипки Національної музичної академії України ім. П. Чайковського Ніна Сіваченко, артистка Національного Державного симфонічного оркестру України Олена Пушкарська, артист Ансамблю солістів "Київська камерата" Олександр Іванов та інші.

## Творча діяльність
Упродовж 50 років творчої роботи Горохов записав велику кількість дисків, зокрема першим в СРСР записав 6 скрипкових концертів Паганіні, (другим у світі запис після Сальваторе Аккардо). Для українського радіо він залишив понад 70 годин музичних записів, у тому числі сонати і партити Й. С. Баха, 24 каприси Паганіні, 24 прелюдії Шостаковича (власне аранжування Горохова), скрипкові концерти Л. Бетховена, Чайковського, Мендельсона, Й. Брамса, та інших. Ряд його записів, здійснених з оркестром Київської опери було оцифровано і видано 2006 року.
Для Олексія Горохова писали музику українські композитори — Андрій Штогаренко, Віталій Кирейко, Микола Дремлюга.
З 2020 року в Національній музичній академії України ім. П.І. Чайковського проводиться міжнародний Конкурс - Фестиваль ім. Олексія Горохова

## Дискографія
- 2008: Spanish Violin by Aleksey Gorokhov
- 2008: Fritz Kreisler by Aleksey Gorokhov
- 2008: Niccolo Paganini by Aleksey Gorokhov

## Нагороди та звання
- Лауреат II премії міжнародного конкурсу імені Йоганна Себастьяна Баха (Лейпциг, 1950)
- Лауреат V премії міжнародного конкурсу імені королеви Єлизавети (Брюссель, 1951)[3]
- Заслужений діяч мистецтв Української РСР